# Clock Tower II: The Struggle Within
Clock Tower II: The Struggle Within sorti au Japon sous le nom Clock Tower Ghost Head (クロックタワーゴーストヘッド) est un jeu vidéo de types point-and-click et survival horror développé par la société japonaise Human Entertainment, édité sur PlayStation au Japon en 1998, et aux Etats-Unis en 1999. Il s'agit d'un spin-off de la franchise Clock Tower.

## Système de jeu
Le jeu est davantage centré sur la résolution de puzzles et le fait de se cacher pour éviter ses ennemis. Il n'est plus vraiment question de se battre contre ses adversaires. À mesure que le jeu avance, le joueur sera cependant obligé d'avoir recours à l'utilisation d'armes et autres outils afin d'avancer lors de séquences d'action. C'est-à-dire que si le personnage est Alyssa, elle ne peut pas attaquer mais se cacher, soit trouver un objet de défense, de plus elle ne peut pas utiliser des armes de son inventaire et elle peut esquiver en mode panique, si Alyssa devint Bates le personnage peut attaquer avec des armes de son inventaire, car elle ne peut pas se cacher et en mode panique elle peut donner un coup de pied.
L'interface du jeu est typique des point-and-click et ressemble à celle utilisée par Sierra Entertainment dans la saga Gabriel Knight. Un inventaire apparait si le joueur fait pointer sa souris vers le haut de l'écran. Le moteur du jeu ressemble à celui de Clock Tower 2 avec quelques altérations mineures.
Clock Tower Ghost Head comprend 3 chapitres d'une durée variable selon les choix que fait le joueur. 13 fins sont disponibles et permettent de voir le joueur mourir différemment à chaque fois mais toujours de manière très violente. Les différentes fins ne sont toutefois pas aisément accessibles.

## Synopsis
Découverte enterrée vivante dans un cimetière alors qu'elle n'était encore que bébé, Alyssa Hale a 16 ans et est aujourd'hui une lycéenne en proie à de terribles visions impliquant des gens assassinés. Ces visions lui sont apparues depuis qu'elle a reçu une amulette en cadeau par son père adoptif. Elle découvre cependant que ces rêves sont bel et bien réels et que les personnes qu'elle voit dans ses visions meurent également dans la réalité.
Alyssa est également possédée par Bates, une des nombreuses personnalités de la jeune fille qui lui fait faire des choses immorales. Son amulette lui permet toutefois d'échapper au contrôle de Bates. 
Du fait de son désordre mental, elle est internée dans un hôpital psychiatrique. L'aventure commence quand elle quitte l'hôpital en compagnie de Philip et Kathryn Tate, son oncle et sa tante.

## Personnages
- Alyssa Hale : l’héroïne du jeu, elle est en costume écolière avec veste vert foncé et jupe vert claire. Elle a des cheveux noirs. Elle est un personnage jouable.
- Bates : l'alter ego de Alyssa Hale et il est jouable aussi.
- Stephanie Tate : petite fille possédé
- George Maxwell : antagoniste du jeu et il est le vrai père de Alyssa
- Michael Tate : jeune homme prend possession de l'armure de samouraï
- Ashley Tate : jeune fille démembrée
- Les Zombies : assaillants du jeu
- Allen Hale : père adoptif de Alyssa
- Shannon Lewis : une jeune femme sombre
- Alex Corey : un membre des forces de l'ordre (il est jouable à la fin du 2e scénario), il est en costume sombre et cravate rouge. Il a des cheveux brun foncé.
- Philip Tate : tuteur de Alyssa
- Kathryn Tate : tutrice de Alyssa
- Jessica Cook : une infirmière
- Henry Kaplan : un docteur devenu fou
- Doug Bowman : un reporter

## Réception critique
Le jeu a reçu des avis mitigés voire négatifs et a obtenu la note de 52.20% à GameRankings, Metacritic lui a attribué la note de 49 sur 100 .